# Popis:Jezične porodice i jezici
Ovdje je popis jezičnih porodica i jezika u njima: 
- Jezične porodice i jezici: Afrazijski jezici – Austroazijski jezici
- Jezične porodice i jezici: Austronezijski jezici – Indijanski jezici
- Jezične porodice i jezici: Indoeuropski jezici – Nigersko-kongoanski jezici
- Jezične porodice i jezici: Nilsko-saharski jezici – Uralsko-altajski jezici
- izolirani, neklasificirani, miješani, kreolski, znakovni, pidžinski i umjetni jezici
- Jezične porodice i jezici: Dodatak

## Popis
Jezične porodice i broj individualnih jezika:
| Ethnologue 16th, 7.413 1. Afrazijski/Afro-Asiatic (374) 2. Alakaluf/Alacalufan (2) 3. Algijski/Algic (44) 4. Altajski/Altaic (66) 5. Amto-Musa/Amto-Musan (2) 6. Andamanski/Andamanese (13) 7. Arafundi (3) 8. Arai-Kwomtari (10) 9. Arauan (5) 10. Araukanski/Araucanian (2) 11. Aravački/Arawakan (59) 12. Arutani-Sape (2) 13. Australski/Australian (264) 14. Austroazijski/Austro-Asiatic (169) 15. Austronezijski/Austronesian (1257) 16. Ajmarski/Aymaran (3) 17. Barbacoa/Barbacoan (7) 18. Baskijski/Basque (1) 19. Bayono-Awbono (2) 20. Border (15) 21. Cahuapana/Cahuapanan (2) 22. Karipski/Carib (31) 23. Centralnosolomonski/Central Solomons (4) 24. Čapakura/Chapacura-Wanham (5) 25. Chibcha/Chibchan (21) 26. Chimakuan (1) 27. Choco (12) 28. Čon/Chon (2) 29. Čukotsko-kamčatski/Chukotko-Kamchatkan (5) 30. Čumaš/Chumash (7) 31. Coahuiltec/Coahuiltecan (1) 32. Umjetni/Constructed language (1) 33. Kreolski/Creole (82) 34. Znakovni jezici gluhih/Deaf sign language (130) 35. Dravidski/Dravidian (85) 36. East Bird’s Head-Sentani (8) 37. Istočni Geelvink Bay/East Geelvink Bay (11) 38. Istočnonovobritanski/East New Britain (7) 39. Eastern Trans-Fly (4) 40. Eskimo-Aleut (11) 41. Guahiban (5) 42. Gulf/Zaljevski jezici (4) 43. Harakmbet (2) 44. Hibito-Cholon (2) 45. Hmong-Mien (38) 46. Hokan (23) 47. Huave (4) 48. Indoeuropski (439) 49. Iroquoian (9) 50. Japanski (12) 51. Jivaroan (4) 52. Kartvelski (5) 53. Katukinan (3) 54. Kaure (4) 55. Keres (2) 56. Khoisan (27) 57. Kiowa-Tano (6) 58. lakes Plain (20) 59. Izolirani (50) 60. Left May (2) 61. Donji Mamberamo (2) 62. Lule-Vilela (1) 63. Macro-Gé (32) 64. Mairasi (3) 65. Maku (6) 66. Mascoian (5) 67. Mataco-Guaicuru (12) 68. Mayan (69) 69. Maybrat (2) 70. Misumalpan (4) 71. Miješani (23) 72. Mixe-Zoquean (17) 73. Mongol-Langam (3) 74. Mura (1) 75. Muskhogean (6) 76. Na-Déné (46) 77. Nambiquara (7) 78. Nigersko-kongoanski (1532) 79. Nilsko-saharski (205) 80. Nimboran (5) 81. Sjevernobugenvilski (4) 82. Sjevernobrazilski (1) 83. Sjevernokavkaski (34) 84. Oto-Manguean (177) 85. Panoan (28) 86. Pauwasi (5) 87. Peba-Yagua (2) 88. Penutski (33) 89. Piawi (2) 90. Pidžin (17) 91. Quechuan (46) 92. Ramu-donjosepički (26) 93. Salishan (26) 94. Salivan (3) 95. Senagi (2) 96. Sepički (56) 97. Sinotibetski (449) 98. Siouan (17) 99. Sko (7) 100. Somahai (2) 101. Južnobugenvilski (9) 102. Južni-centralni papuanski (22) 103. Tacanan (6) 104. Tai-Kadai (92) 105. Tarascan (2) 106. Tequistlatecan (2) 107. Tor-Kwerba (24) 108. Torricelli (56) 109. Totonacan (12) 110. Transnovogvinejski (477) 111. Tucanoan (25) 112. Tupi (76) 113. Neklasificirani (73) 114. Uralski (37) 115. Uru-Chipaya (2) 116. Uto-Aztecan (61) 117. Wakashan (5) 118. Zapadnopapuanski (23) 119. Witotoan (6) 120. Yanomam (4) 121. Yele-zapadnonovobritanski (3) 122. Jenisejski (2) 123. Yuat (6) 124. Jukagirski (2) 125. Yuki (2) 126. Zamucoan (2) 127. Zaparoan (7) | Ethnologue 15th, 7.299 1. Afro-Asiatic (375) 2. Alacalufan (2) 3. Algic (44) 4. Altaic (66) 5. Amto-Musan (2) 6. Andamanese (13) 7. Arauan (8) 8. Araucanian (2) 9. Arawakan (64) 10. Artificial language (3) 11. Arutani-Sape (2) 12. Australian (263) 13. Austro-Asiatic (169) 14. Austronesian (1268) 15. Aymaran (3) 16. Barbacoan (7) 17. Basque (3) 18. Bayono-Awbono (2) 19. Caddoan (5) 20. Cahuapanan (2) 21. Cant (1) 22. Carib (32) 23. Chapacura-Wanham (5) 24. Chibchan (22) 25. Chimakuan (2) 26. Choco (12) 27. Chon (2) 28. Chukotko-Kamchatkan (5) 29. Chumash (7) 30. Coahuiltecan (1) 31. Creole (86) 32. Deaf sign language (121) 33. Dravidian (73) 34. East Bird's Head (3) 35. East Papuan (36) 36. Eskimo-Aleut (11) 37. Geelvink Bay (33) 38. Guahiban (5) 39. Gulf (4) 40. Harakmbet (2) 41. Hibito-Cholon (2) 42. Hmong-Mien (35) 43. Hokan (28) 44. Huavean (4) 45. Indo-European (449) 46. Iroquoian (11) 47. Japanese (12) 48. Jivaroan (4) 49. Kartvelian (5) 50. Katukinan (3) 51. Keres (2) 52. Khoisan (27) 53. Kiowa Tanoan (6) 54. Kwomtari-Baibai (6) 55. Language Isolate (40) 56. Left May (6) 57. Lower Mamberamo (2) 58. Lule-Vilela (1) 59. Macro-Ge (32) 60. Maku (6) 61. Mascoian (5) 62. Mataco-Guaicuru (12) 63. Mayan (69) 64. Misumalpan (4) 65. Mixed Language (21) 66. Mixe-Zoque (17) 67. Mura (1) 68. Muskogean (6) 69. Na-Dene (47) 70. Nambiquaran (3) 71. Niger-Congo (1514) 72. Nilo-Saharan (204) 73. North Caucasian (34) 74. Oto-Manguean (174) 75. Panoan (28) 76. Peba-Yaguan (2) 77. Penutian (33) 78. Pidgin (18) 79. Quechuan (46) 80. Salishan (27) 81. Salivan (3) 82. Sepik-Ramu (100) 83. Sign language (3) 84. Sino-Tibetan (403) 85. Siouan (17) 86. Sko (7) 87. Subtiaba-Tlapanec (5) 88. Tacanan (6) 89. Tai-Kadai (76) 90. Tarascan (2) 91. Torricelli (53) 92. Totonacan (11) 93. Trans-New Guinea (564) 94. Tucanoan (25) 95. Tupi (76) 96. Unclassified (78) 97. Uralic (39) 98. Uru-Chipaya (2) 99. Uto-Aztecan (61) 100. Wakashan (5) 101. West Papuan (26) 102. Witotoan (6) 103. Yanomam (4) 104. Yeniseian (2) 105. Yukaghir (2) 106. Yuki (2) 107. Zamucoan (2) 108. Zaparoan (7) | Ethnologue 14th, 6.800 1. Afro-Asiatic (372) 2. Alacalufan (2) 3. Algic (40) 4. Altaic (65) 5. Amto-Musan (2) 6. Andamanese (13) 7. Arauan (8) 8. Araucanian (2) 9. Arawakan (60) 10. Artificial language (3) 11. Arutani-Sape (2) 12. Australian (258) 13. Austro-Asiatic (168) 14. Austronesian (1262) 15. Aymaran (3) 16. Barbacoan (7) 17. Basque (3) 18. Bayono-Awbono (2) 19. Caddoan (5) 20. Cahuapanan (2) 21. Cant (1) 22. Carib (29) 23. Chapacura-Wanham (5) 24. Chibchan (22) 25. Chimakuan (1) 26. Choco (10) 27. Chon (2) 28. Chukotko-Kamchatkan (5) 29. Chumash (7) 30. Coahuiltecan (1) 31. Creole (81) 32. Deaf sign language (114) 33. Dravidian (75) 34. East Bird's Head (3) 35. East Papuan (36) 36. Eskimo-Aleut (11) 37. Geelvink Bay (33) 38. Guahiban (5) 39. Gulf (4) 40. Harakmbet (2) 41. Hmong-Mien (32) 42. Hokan (28) 43. Huavean (4) 44. Indo-European (443) 45. Iroquoian (10) 46. Japanese (12) 47. Jivaroan (4) 48. Kadojski (5) 49. Katukinan (3) 50. Keres (2) 51. Khoisan (29) 52. Kiowa Tanoan (6) 53. Kwomtari-Baibai (6) 54. Language Isolate (30) 55. Left May (7) 56. Lower Mamberamo (2) 57. Lule-Vilela (1) 58. Macro-Ge (32) 59. Maku (6) 60. Mascoian (5) 61. Mataco-Guaicuru (11) 62. Mayan (69) 63. Misumalpan (4) 64. Mixe-Zoque (16) 65. Mixed Language (8) 66. Mosetenan (1) 67. Mura (1) 68. Muskogean (6) 69. Na-Dene (47) 70. Nambiquaran (5) 71. Niger-Congo (1489) 72. Nilo-Saharan (199) 73. North Caucasian (34) 74. Oto-Manguean (172) 75. Paezan (1) 76. Panoan (30) 77. Peba-Yaguan (2) 78. Penutian (33) 79. Pidgin (17) 80. Quechuan (46) 81. Salishan (27) 82. Salivan (2) 83. Sepik-Ramu (104) 84. Sign language (2) 85. Sino-Tibetan (365) 86. Siouan (17) 87. Sko (7) 88. South Caucasian (5) 89. Subtiaba-Tlapanec (4) 90. Tacanan (6) 91. Tai-Kadai (70) 92. Torricelli (48) 93. Totonacan (11) 94. Trans-New Guinea (552) 95. Tucanoan (25) 96. Tupi (70) 97. Unclassified (96) 98. Uralic (38) 99. Uru-Chipaya (2) 100. Uto-Aztecan (62) 101. Wakashan (5) 102. West Papuan (26) 103. Witotoan (6) 104. Yanomam (4) 105. Yenisei Ostyak (2) 106. Yukaghir (2) 107. Yuki (2) 108. Zamucoan (2) 109. Zaparoan (7) |

## Vanjske poveznice
- Ethnologue language family index (16)
- Ethnologue language family index (15)
- Ethnologue language family index (14)
- ISO 639-3 Change Request Index
- The LLOW-database  Arhivirana inačica izvorne stranice od 16. siječnja 2010. (Wayback Machine)
- The Linguist List  Arhivirana inačica izvorne stranice od 30. ožujka 2009. (Wayback Machine)
- Lenguas del Mundo
- Omniglot